# بريان سميث (لاعب كرة قدم أمريكية)
بريان سميث (بالإنجليزية: Bryan Smith)‏ هو لاعب كرة قدم أمريكية أمريكي، ولد في 29 نوفمبر 1983 في نيوتن في الولايات المتحدة.

## وصلات خارجية
- بريان سميث على موقع مرجع كرة القدم المحترفة.كوم (الإنجليزية)